# Guerres civils noruegues

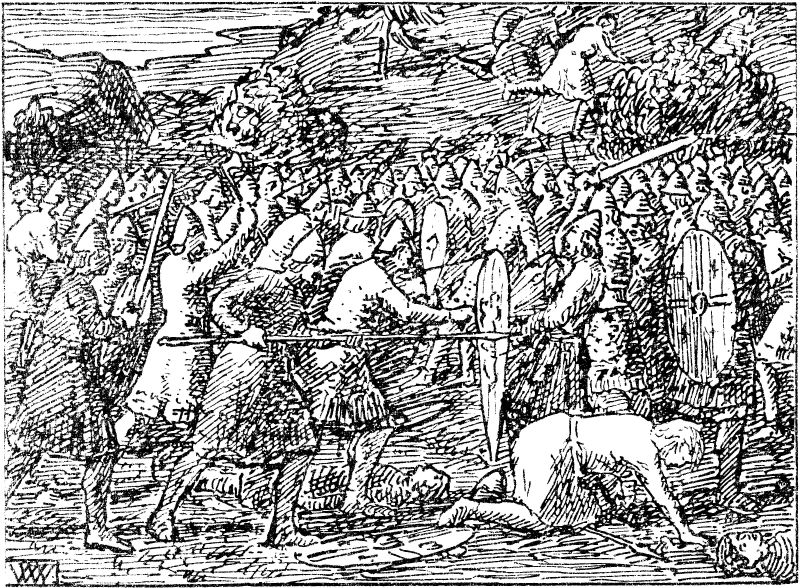
Batalla de Minne (1137) entre els exèrcits de Sigurd Slembe i Inge Haraldsson. Dibuix de Wilhelm Wetlesen, en una edició de 1899 de la Heimskringla.

Les guerres civils noruegues (en noruec, Borgerkrigstiden) són un terme utilitzat per a designar el període de la història de Noruega entre 1130 i 1240. Durant aquesta època, es van desencadenar diverses guerres civils entre reis rivals i pretendents al tron. Els motius de les guerres representen un dels temes més debatuts en la història medieval de Noruega. L'objectiu de les faccions en pugna va ser sempre col·locar al seu candidat en el tron, després de la mort del rei Sigurd el Croat el 1130. En les primeres dècades de les guerres civils, les aliances van canviar freqüentment, i es van centrar al voltant d'un rei o pretendent, però finalment, cap a la fi del segle xii, van emergir dos partits, coneguts com els bagler i els birkebeiner. Després de la reconciliació entre aquests dos partits el 1217, es va desenvolupar un sistema governamental més ordenat, que va ser, gradualment, capaç de posar fi als freqüents aixecaments armats. La fracassada rebel·lió del duc Skule Bårdsson el 1240 va ser l'esdeveniment final de l'era de les guerres civils.

## Antecedents
Tradicionalment, s'ha assumit que la unificació de Noruega en un regne va ser aconseguida pel rei Harald Cabellera Bella a la batalla de Hafrsfjord el 872, però en realitat el procés d'unificació es duria a terme durant un llarg temps per completar-se i consolidar-se. A mitjan segle xi, el procés semblava haver acabat. No obstant això, era encara comú que els reis compartissin el tron. L'anterior sembla que va ser la manera més comuna de resoldre eventuals disputes quan existien dos o més candidats a ocupar el tron i encara que van existir tensions entre els cogovernants, generalment es van evitar els conflictes oberts. En aquest temps no existien lleis de successió ben definides, i el principal criteri per ser considerat un candidat digne era l'acreditació de ser descendent de Harald Cabellera Bella per la línia masculina, sense importar si s'era fill legítim o no.
El rei Sigurd el Croat també va compartir el tron amb els seus dos germans, els reis Øystein I i Olaf Magnusson, però quan aquests van morir, Sigurd es va convertir en l'únic rei. Com que els seus germans no van tenir fills homes, el seu fill Magnus Sigurdsson va ser considerat com a presumpte hereu. No obstant això, a la fi de la dècada de 1120, un home anomenat Harald Gille va arribar a Noruega procedent d'Irlanda, afirmant ser fill de Magnus III i, per tant, mig germà del rei Sigurd. Suposadament, Harald havia estat concebut durant la campanya militar del rei Magnus a Irlanda. A Harald se li va donar crèdit després de sotmetre's a prova per ordalia de foc, un mètode comú en aquesta època, i el rei Sigurd el va reconèixer com el seu germà. No obstant això, Harald va haver de fer una promesa en el sentit que no reclamaria el títol de rei mentre Sigurd i el seu fill visquessin.

## La successió de Sigurd el Croat

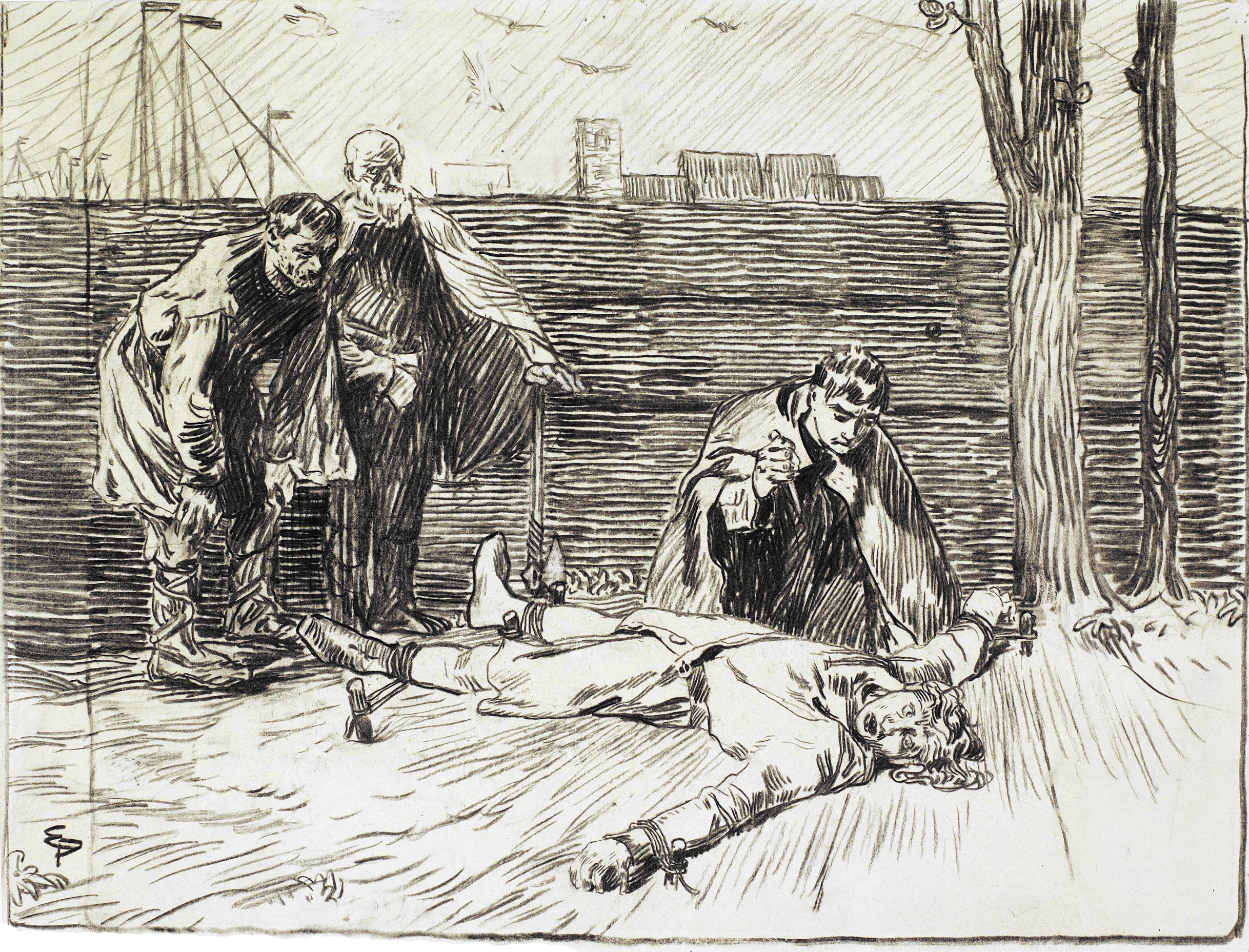
El rei Magnus Sigurdsson és encegat. Dibuix de Eilif Petersen (1899).

Quan Sigurd va morir el 1130, Harald Gille va trencar la seva promesa. Magnus, el fill de Sigurd, va ser proclamat rei, però Harald també va reclamar el títol per a si, i va rebre un fort suport. Es va aconseguir un acord en el qual Magnus i Harald serien reconeguts com a reis, i compartirien el govern. La pau entre tots dos va acabar el 1134, quan es va desencadenar la guerra. El 1135, Harald va derrotar i va capturar al seu rival a la ciutat de Bergen. Magnus va ser encegat, castrat i mutilat, i tancat per força en un monestir. A partir de llavors seria conegut com a Magnus el Cec. Per aquest temps, un altre home va arribar des d'Irlanda, al·legant ser un altre fill de Magnus III, Sigurd Slembe. Va assegurar haver-se sotmès a l'ordalia de foc a Dinamarca per donar suport a la seva causa, però Harald no el va reconèixer com el seu germà. El 1136, Sigurd va assassinar Harald mentre aquest dormia, a Bergen, i tot seguit es va autoproclamar rei. Els seguidors de Harald no el van reconèixer com el seu monarca, i van nomenar reis als dos fills d'aquest últim, Sigurd Munn i Inge l'Encorvat, tots dos nens encara. Sigurd Slembe va alliberar a Magnus el Cec del monestir on es trobava tancat i es va aliar amb ell. La guerra entre Sigurd Slembe i Magnus el Cec d'una banda, i els seguidors del difunt Harald Gille i els seus fills per l'altre, va acabar fins a 1139, quan Magnus i Sigurd Slembe van ser derrotats en la batalla de Hvaler. Magnus va ser mort en la batalla, i Sigurd Slembe va ser capturat i torturat fins a la mort.

## El regnat dels fills de Harald Gille
La divisió del poder entre Sigurd Munn i Inge va funcionar bé mentre tots dos van ser menors. Al 1142, una vegada més, va arribar a Noruega un pretendent real procedent de les Illes Britàniques. Aquesta vegada es tractava d'Øystein Haraldsson, fill de Harald Gille. Øystein va reclamar la seva part en l'herència del seu pare, i va obtenir el títol de rei, convertint-se en el tercer en el tron. Els tres germans van governar conjuntament, aparentment en pau, fins a 1155. D'acord amb les sagues, Øystein i Sigurd Munn van concebre plans per enderrocar al seu germà Inge i dividir la part del regne d'aquest entre tots dos. Per consell de la seva mare, la sueca Ingrid Ragnvaldsdotter i el poderós lendmann Gregorius Dagsson, Inge va decidir donar el primer cop. En una trobada que se celebraria entre els tres monarques a Bergen, Sigurd Munn va ser atacat i assassinat pels homes de Inge, abans que Øystein arribés a la ciutat. Inge i Øystein van aconseguir un acord parcial, però les condicions aviat van portar a una guerra, que finalitzaria amb la captura i mort de Øystein a Bohuslen el 1157. Els seguidors dels germans d'Inge, en lloc de sotmetre's a aquest, van triar un nou pretendent, Haakon Sigurdsson, el fill de Sigurd Munn. Aquesta circumstància és vista com el primer indici d'una nova etapa en les guerres civils noruegues: les faccions en guerra ja no només s'alineaven entorn d'un rei o pretendent, sinó els seus membres es mantenien units després de la caiguda del seu líder, i triaven un nou pretendent, la qual cosa va resultar en la formació de faccions millor organitzades. Haakon només comptava amb 10 anys en 1157, però els seus seguidors el van nomenar rei i van continuar la lluita contra Inge. Al 1161, el rei Inge va caure mort en una batalla a Oslo.

## Magnus Erlingsson i la intervenció de l'Església

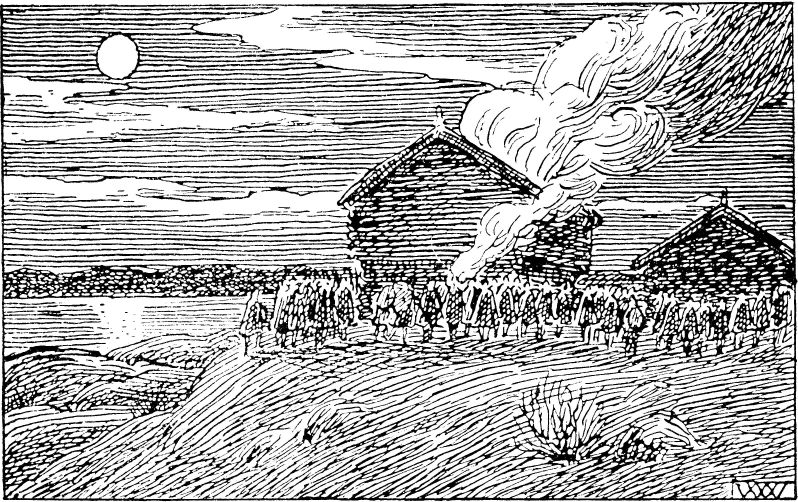
Erling Skakke incendia la casa d'un seguidor de Sigurd Markusfostre. Wilhelm Wetlesen (1899).

Els seguidors d'Inge van prendre les mateixes accions que en el seu moment els seguidors d'Øystein, i van triar el 1161 un nou monarca titella per oposar-ho a Haakon. L'elecció va recaure en el nen Magnus Erlingsson, de cinc anys, fill d'un dels líders noruecs més prominents, el lendmann Erling Skakke, i de Cristina Sigurdsdatter, filla del rei Sigurd el Croat. Erling, que tenia el títol de jarl, es va erigir com a líder veritable de la facció. A l'any següent, el 1162, els seguidors de Magnus van aconseguir derrotar i matar a Haakon a la batalla de Sekken, en el Fiord de Romsdal. En 1163, un altre fill de Sigurd Munn, Sigurd Markusfostre, nou pretendent opositor a Magnus Erlingsson, va ser capturat per Erling Skakke i executat a Bergen.
L'elecció de Magnus Erlingsson com a líder de la facció d'Erling Skakke va ser radical, i va trencar amb un dels principis tradicionals del dret a ser rei: Magnus només era descendent de l'antiga casa real noruega a través de la seva mare, però no era fill de cap rei. Per compensar aquest desavantatge, el partit d'Erling i Magnus es van aliar amb l'Església, i van introduir un nou criteri en l'elecció monàrquica: d'ara endavant, el rei havia de ser fill legítim.
L'aliança amb l'Església, una institució que recentment havia cobrat millor organització a través de la fundació de l'Arxidiòcesi de Nidaros el 1152, va representar un important avantatge per a Erling i Magnus. A Bergen, el 1163, Magnus Erlingsson, de set anys, va ser coronat per l'arquebisbe Øystein de Nidaros, convertint-se en el primer monarca a ser coronat en la història de Noruega. També es va redactar una llei de successió, en la qual s'establia la primogenitura d'un fill legítim com el requisit per ser hereu. Durant la següent dècada, la posició de Magnus en el tron semblava segura, amb Erling Skakke com el veritable governant del país. Erling es va encarregar d'eliminar a tot rival potencial del seu fill. També es va aliar a vegades amb el rei Valdemar I de Dinamarca, i una saga assenyala que la zona al voltant del Fiord d'Oslo va ser un feu vassall de Dinamarca. No obstant això, és qüestionable la mesura de la seva subordinació al rei danès.

## Origen dels birkebeiner i el rei Sverre
Al 1174 va sorgir una nova facció opositora al rei Magnus. El seu líder era el jove Øystein Møyla, un fill de Øystein Haraldsson. Aquest nou grup va ser cridat els birkebeiner, terme que significa cames de bedoll, a causa que alguns d'ells eren tan pobres que col·locaven tires d'escorça de bedoll al voltant de les seves cames i peus a manera de calçat. Øystein Møyla va ser mort pels homes de Magnus i Erling en la batalla de Re, el 1177. Poc després, els birkebeiner van triar a Sverre Sigurdsson com al seu líder. Sverre havia arribat a Noruega des de les illes Fèroe, i assegurava haver descobert que era fill del rei Sigurd Munn. Els seus arguments van ser majoritàriament rebutjats en el seu temps, i també ho han estat pels historiadors moderns. No obstant això, després de prendre el lideratge dels birkebeiner, Sverre es va convertir en un punt de convergència per a tots els opositors al govern del rei Magnus i el seu pare Erling Skakke.
Alguns historiadors materialistes moderns han pretès descobrir una espècie de lluita de classes en el conflicte de Sverre i els birkebeiner contra Erling i Magnus. No obstant això, està discutida la mesura en què els homes de Sverre representaven els estrats més pobres de la població. És clar que la major part dels lendmenn -la noblesa de l'època- es van alinear amb el rei Magnus, però se sap que Sverre també es va guanyar la simpatia d'alguns d'ells. A més, els birkebeiner no van intentar canviar l'ordre de la societat noruega, sinó que simplement volien col·locar-se ells en el cim d'aquesta.

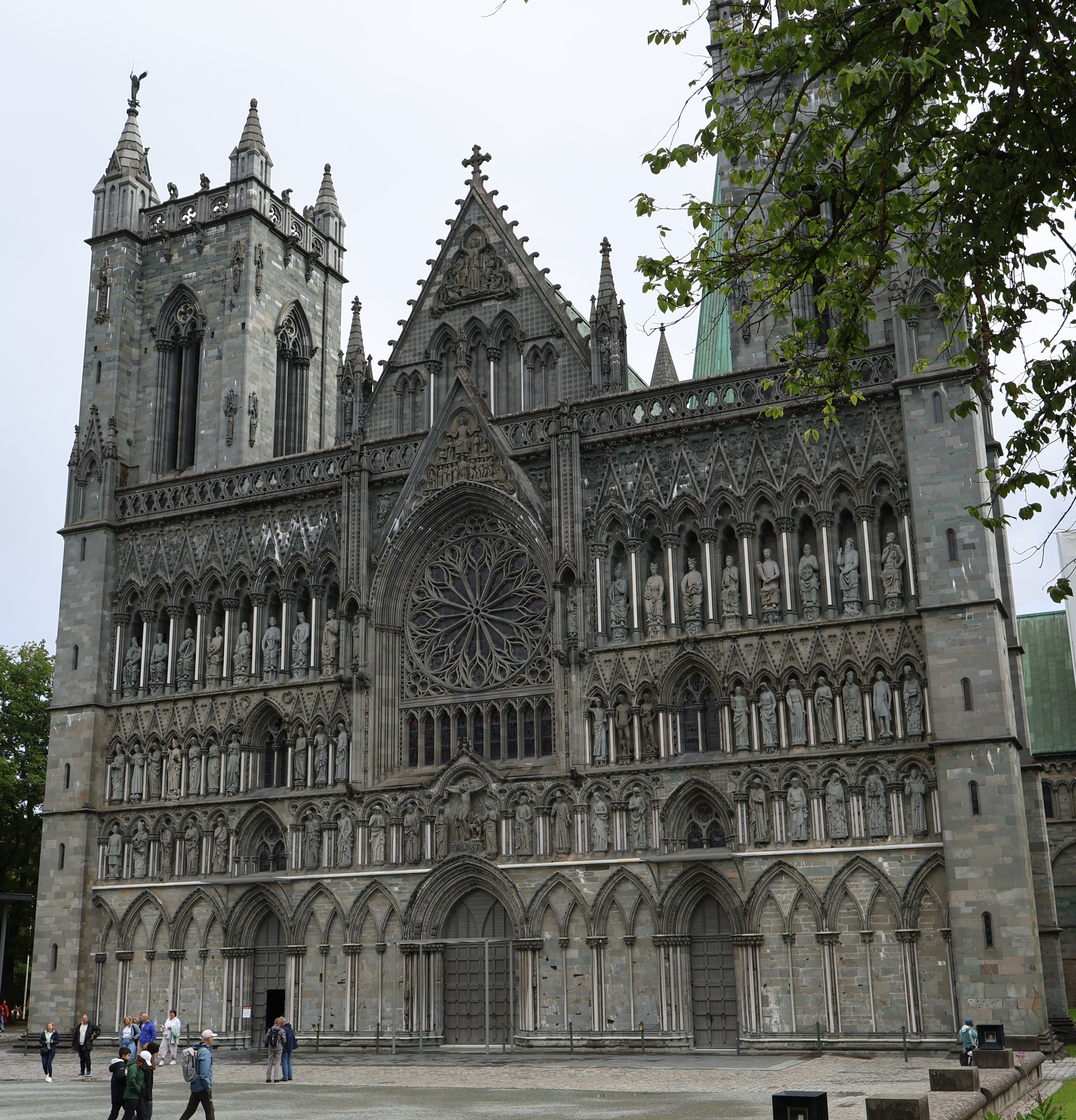
L'Església va ser una forta opositora al rei Sverre. A la imatge, la Catedral de Nidaros.

Al 1179 Sverre va obtenir una important victòria a la batalla de Kalvskinnet, als afores de la ciutat de Nidaros, on el mateix Erling Skakke va morir. A partir de llavors, la regió de Trøndelag, amb Nidaros com a centre polític, es va convertir a la principal plaça forta per Sverre, i el bisbe Øystein, opositor a Sverre, va haver d'exiliar-se. El rei Magnus va continuar combatent després de la mort del seu pare, i amb el suport de l'Església va rebutjar diverses ofertes de Sverre per repartir el regne entre tots dos. La Saga de Sverre, que va ser escrita per partidaris de Sverre, narra que Magnus era un monarca molt popular entre els sectors populars, la qual cosa va dificultar significativament la lluita de Sverre. La guerra entre Sverre i Magnus va durar diversos anys, i en un moment Magnus va haver de buscar refugi a Dinamarca. La batalla final entre tots dos es va lliurar a Fimreite, en el Fiord de Sogne, el 1184, amb el resultat de la mort del rei Magnus i la victòria per al rei Sverre.
Sverre governaria Noruega fins a 1202, però va ser incapaç d'aconseguir una pau duradora. L'Església va romandre exercint una oposició virulenta al monarca durant tot el seu regnat. El 1190, l'arquebisbe de Nidaros, Erik Ivarsson, va sortir del país, i el 1194 va rebre el suport del papa per excomunicar a Sverre i ordenar a tots els bisbes noruecs unir-se-li en l'exili a Dinamarca, petició que va ser seguida per aquests. Sverre va aconseguir obligar el bisbe Nicolàs d'Oslo, un dels seus més forts opositors, al fet que el coronés a Bergen el 1194. Al 1198, el papa Inocenci III va posar a Noruega sota un interdicte. Encara que Sverre va falsificar cartes que mostraven que la seva excomunió havia estat aixecada,va romandre excomunicat fins a la seva mort.
Diversos pretendents es van aixecar contra Sverre. Entre ells el que va tenir major significació va ser Jon Kuvlung, un suposat fill del rei Inge. Va ser nomenat rei el 1185 i mort en batalla a Bergen el 1188. Sigurd Magnusson, un fill del rei Magnus Erlingsson, va ser nomenat rei el 1193, a les Illes Òrcades. Amb tan sols tretze anys, Sigurd va ser un titella, recolzat, entre d'altres, per Harald Maddadsson. L'aixecament va acabar amb la seva derrota i mort a la batalla de Florvåg, als afores de Bergen, el 1194.

## Origen dels bagler: primera guerra
Al 1197 va augmentar l'oposició contra el regnat de Sverre. Varis dels seus opositors, entre ells el bisbe Nicolàs d'Oslo -mig germà del rei Inge- i l'arquebisbe Erik de Nidaros es van reunir a la plaça del mercat de Halör, en Escània, llavors part de Dinamarca. Van designar com el seu nou rei a Inge Magnusson, un suposat fill del rei Magnus Erlingsson. La facció va ser anomenada els bagler, una paraula que significava bàcul en nòrdic antic, en referència a l'oberta ingerència de l'Església. La guerra entre els bagler i els birkebeiner perduraria durant la resta del regnat de Sverre. Els bagler no van aconseguir enderrocar a Sverre, però aquest tampoc va poder aconseguir la victòria definitiva. Quan Sverre va morir per una malaltia el 1202, va ser el primer rei de Noruega que no moria assassinat des de la mort de Sigurd el Croat el 1130. El seu últim acte va ser aconsellar al seu fill i hereu, Haakon Sverresson, per arribar a un acord amb l'Església. Haakon va ser nomenat nou rei dels birkebeiner, i els bisbes exiliats van tornar a Noruega el mateix any, alliberant al país de l'interdicte. Abandonat per la major part dels seus seguidors, el rei bagler Inge va ser assassinat aquest mateix any.

## La segona guerra bagler i els acords de Kvitsøi
Aparentment, Haakon Sverresson havia aconseguit pacificar tot el país, però va morir sobtadament el 1204. El seu successor va ser un net de Sverre, Guttorm, un nen que va morir el mateix any. Els birkebeiner no tenien coneixement de l'existència d'altres descendents directes del rei Sverre, i van triar a un dels seus nebots, Inge Bårdsson, com el seu nou rei. Llavors, es va reconstituir a Dinamarca el partit dels bagler, i van nomenar com el seu rei a Erling Steinvegg, un altre fill de Magnus Erlingsson. Recolzats pel rei Valdemar II de Dinamarca, els bagler van llançar una invasió a Noruega el 1204, prenent el control de la zona del Fiord d'Oslo. Quan Erling Steinvegg va emmalaltir i va morir el 1207, va ser succeït com a rei dels bagler per Felip Simonsson, un nebot del rei Inge l'Encorvat i del bisbe Nicolás d'Oslo, i la guerra va continuar fins a 1208. Els bagler van aconseguir fer-se forts en el Fiord d'Oslo, mentre que els birkebeiner es van mantenir com a senyors de Trøndelag, però els combats es van desenvolupar en tot el país. Al final, els bisbes van aconseguir negociar un acord entre tots dos bàndols, la qual cosa seria confirmat en una trobada a Kvitsøi el 1208. El rei bagler Felip romandria controlant l'orient de Noruega, però va renunciar al títol de rei, deixant al rei birkebeiner Inge com el monarca nominal de tot el país. Felip va continuar governant fins a la seva mort, però la pau entre els bagler i els birkebeiner es va preservar fins a 1217.

## Reconciliació entre bagler i birkebeiner

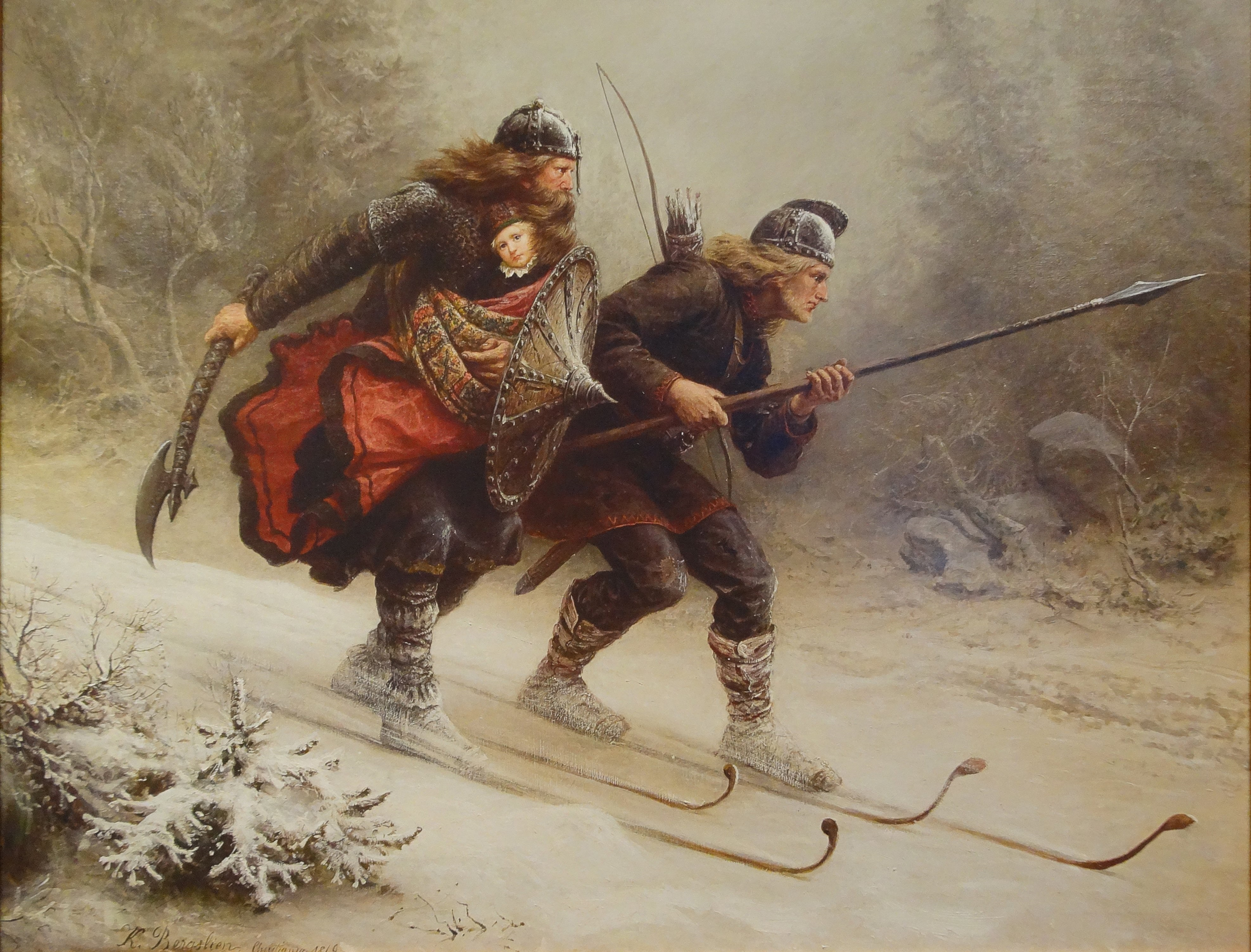
Haakon Håkonsson és transportat cap a un lloc segur dels seus enemics. Oli de Knud Bergslien (1869).

El 1217 va morir el rei birkebeiner Inge Bårdsson. Els birkebeiner, temorosos de quedar-se sense un líder en cas d'un atac dels bagler, van triar com el seu nou monarca a Haakon Håkonsson, un nen de tretze anys, i el jarl Skule Bårdsson va ser designat líder de l'exèrcit. Haakon Håkonsson era un fill pòstum de Haakon Sverresson, però els birkebeiner no tenien notícia de la seva existència quan van designar a Inge com el seu rei el 1204, sinó que no va ser presentat en la cort d'aquest fins al 1206. Skule era el germà del difunt rei Inge, i tenia plans a apoderar-se del tron, però es va acontentar momentàniament a ser el cap de l'exèrcit, la qual cosa el convertia, de facto, en l'home més poderós del regne. Quan el rei bagler Felip va morir poc després en aquest mateix any, Skule es va moure ràpidament. Va persuadir als bagler de no designar a un nou rei. Els bagler van dissoldre oficialment el seu partit i van jurar fidelitat a Haakon Håkonsson, unint així el regne. Van romandre en desacord alguns membres dels bagler a l'est del país, i una rebel·lió, comandada per un fill de Erling Steinvegg, anomenat Sigurd Ribbung, va perdurar fins a 1227. Després que Sigurd Ribbung va haver mort per causes naturals, la resta dels seus seguidors no va continuar amb la revolta. L'any de 1227 és a vegades considerat com la fi de les guerres civils, però més freqüentment el terme s'estén per incloure la revolta de Skule Bårdsson el 1239 i 1240.
L'elecció de Haakon com a rei el 1217 sembla que va ser considerada com una solució temporal, fins que s'aconseguís un acord permanent entre els diferents contingents. Skule esperava el moment oportú per a fer efectives les seves reivindicacions sobre el tron. En una reunió entre els homes més importants del regne, celebrada en Bergen el 1223, Skule havia destapat la seva candidatura al tron de Noruega en oposició a Haakon, al costat de la de Sigurd Ribbung i altres dos pretendents. No obstant això, la reunió va acabar amb la confirmació de Haakon com a rei de Noruega. A mesura que Haakon va créixer i gradualment va prendre les regnes del poder, la posició de Skule en el regne va declinar estrepitosament. En un intent per conservar la pau entre els dos, Haakon es va casar amb Margarita, una filla de Skule, el 1225, i el 1237 se li va assignar a aquest el títol de duc, en la primera ocasió que el títol era utilitzat a Noruega. Ni el matrimoni ni el títol van ser suficients per calmar les aspiracions de Skule, que el 1239 es va autoproclamar rei de Noruega i va començar una guerra contra Haakon. La seva revolta no va resultar exitosa, i el 1240 va ser assassinat pels homes de Haakon després de buscar refugi en un monestir a Nidaros. L'era de les guerres civils va arribar d'aquesta manera a la seva fi.

## Opinions sobre les guerres civils

### Opinions coetànies als fets
Les guerres civils i els conflictes en les famílies reals eren esdeveniments que passaven sovint a l'Edat Mitjana, tant a Noruega com en altres països d'Europa. No obstant això, existeixen exemples que assenyalen que la gent contemporània va veure aquest període com a diferent als esdeveniments anteriors. Theodoricus Monachus, que va escriure una història de Noruega en llatí al voltant de 1180, va acabar la seva narració amb la mort de Sigurd el Croat el 1130, ja que va considerar que:
"...absolutament indigne registrar per a la posteritat els crims, assassinats, perjuris, parricidis, dessacralitzacions de llocs sants, el desacatament de la voluntat de Déu, el saqueig tant del clergat com del poble comú, raptes de dones i altres abominacions que portaria molt temps enumerar."
L'historiador anglès Guillem de Newburgh, al voltant de 1200, va escriure sobre Noruega:
"...per més d'un segle, encara que la successió dels reis havia estat ràpida, cap d'ells havia acabat els seus dies per edat o per malaltia, sinó que tots van morir per l'espasa, deixant la dignitat de governar als seus assassins com els seus successors legítims, de manera que, de veritablement, l'expressió "Has assassinat i també vas prendre possessió?" [cf. Reyes 1 21:19] sembla aplicar-se a tots els que van regnar aquí per un llarg espai de temps."

### Opinions modernes
Els historiadors moderns han plantejat diverses opinions i explicacions sobre les guerres civils. Les fonts contemporànies, les sagues, fan èmfasis en la naturalesa personal dels conflictes: les guerres es van originar com a resultat de la lluita entre diferents actors per la possessió del tron. Les lleis de successió poc clares, i la pràctica comuna de compartir el poder entre diversos reis, van fer que els conflictes personals anessin potencialment la causa d'obertes guerres. Recentment, l'historiador Narve Bjørgo ha suggerit que el costum de compartir el poder va ser al seu moment una manera adequada de governar el regne en el primer període després de la unificació de Harald I, però posteriorment, les tendències cap a la centralització i un regne unitari van ser factors importants a desencadenar les guerres.
Edvard Bull ha posat l'accent en el factor geogràfic, prenent en compte el fet que els diferents pretendents freqüentment trobaven el principal suport en certes parts del país. També va ser important la intervenció d'actors estrangers: els reis danesos, i en menor mesura els suecs, van estar disposats a atorgar el seu suport a les faccions en les guerres civils, amb l'objectiu d'estendre la seva pròpia influència a la política de Noruega, especialment a l'àrea de Viken (Fiord d'Oslo). Una explicació popular a la historiografia noruega de finals del segle xix i principis del xx, apuntava que el motiu de les guerres va ser el conflicte entre el poder monàrquic i l'aristocràcia d'aquest temps (els lendmenn). D'acord amb aquest punt de vista, sostingut per historiadors com a P.A. Munch, J.I. Sars i Gustav Storm, els membres de l'aristocràcia veien al rei com una eina per governar ells mateixos al país. Per tant, els nobles van recolzar a reis febles, però van ser finalment derrotats pel rei Sverre. Les mateixes opinions s'han exposat en referència a la intervenció de l'Església. Aquestes explicacions van perdre credibilitat quan va quedar clar que els lendmenn en realitat es van dividir en diferents faccions, tant abans com després de l'arribada al poder de Sverre. Fins i tot Sverre va aconseguir tenir al seu costat a alguns lendmenn. Encara més, Knut Helle ha destacat com l'Església, després de la mort de Sverre, sembla haver treballat per aconseguir la reconciliació entre els partits en guerra, i l'estabilitat del país.
Cap a la meitat del segle xx, el materialisme històric va adquirir bastanta popularitat en la historiografia noruega. Els seus defensors, per exemple Edvard Bull i Andreas Holmsen, van intentar explicar les guerres civils amb una base social i econòmica. Aquests historiadors van assumir que la societat noruega es va estratificar en major mesura al segle xii, quan grans grups de camperols autosuficients van ser arruïnats fins a caure en la categoria d'arrendataris, mentre que els lendmenn i l'Església acumulaven grans propietats de terra. Aquests conflictes haurien estat un factor determinant en les guerres civils. S'ha assumit també que certes regions, tals com Trøndelag i les parts interiors de l'orient del país eren zones més igualitàries i, per tant, oposades a les regions més estratificades. Aquesta explicació basada en una lluita de classes ha perdut suport recentment, ja que no sembla tenir molt suport en les fonts històriques. No ha estat possible demostrar de manera empírica que en el període de les guerres civils va ocórrer una estratificació social cada vegada més marcada. Inclusivament, hi ha estudis que semblen demostrar el contrari. Knut Helle, per exemple, ha emfatitzat l'enfortiment de la monarquia com una causa. Quan el període va acabar, el concepte de regne unitari -oposat al de divisió del poder- va ser acceptat de manera generalitzada, va començar una administració centralitzada i el poder del rei es va incrementar de tal manera que un monarca fort va ser capaç de contenir fractures socials i geogràfiques sense que aquestes derivessin en guerres. Des d'aquest punt de vista, les guerres civils poden ser considerades com la fase final de la unificació de Noruega en un regne.